# Bauteilheizung
Eine Bauteilheizung ist eine in ein Bauteil (z. B. Wand, Decke) integrierte Heizung, die das Bauteil erwärmt. Durch die von dem erwärmten Bauteil ausgehende Wärme wird dann das Gebäude beheizt (Flächenheizung). 
In der Regel wird die Bauteilheizung über in massive Bauteile integrierte Rohre oder Rohrmatten realisiert, in denen ein Wärmeträgermedium (z. B. Wasser) zirkuliert. Bei diesem Funktionsprinzip ist auch eine Kühlung des Gebäudes möglich, indem kühle Flüssigkeit durch das Leitungssystem geführt wird; man spricht dann von Bauteilkonditionierung. 
Ein Charakteristikum dieser Heizungsform ist die Trägheit, die durch die wärmespeichernden Massen bedingt ist. Die ohnehin vorhandenen Speichermassen des Gebäudes werden für diskontinuierlich zur Verfügung stehende Wärmequellen bzw. zum Abfangen von Bedarfsspitzen nutzbar. Da Wärme auf den in der (nahen) Zukunft liegenden Bedarf hin dem Speicher zugeführt (oder bei Kühlung abgeführt) werden muss und die momentane Wärmeabgabe der Bauteile nicht steuerbar ist, wird eine vorausschauende Steuerung erforderlich. Gegebenenfalls (z. B. bei unerwarteter Erwärmung durch Sonneneinstrahlung durch die Fenster bei fehlender Beschattung) wird ein entstehender Wärmeüberschuss weggelüftet werden müssen. 
Ein anderes Charakteristikum ist der durch die großen raumseitigen Oberflächen erhöhte Anteil von Strahlungswärme, was u. a. zu geringerer Konvektion führt – eine häufig genannte Energieeinsparung durch geringere Lufttemperatur wird nur in besonderen Situationen relevant (z. B. Eingangsbereiche mit starkem Luftaustausch). Weitere Vorteile ergeben sich bei der Nutzung von Solarwärme und Wärmepumpen, bei schnellem Bedarfswechsel ergeben sich jedoch Nachteile (z. B. Belegung von Hotelzimmern), so dass der Einsatz von der Bedarfssituation abhängig ist. Der Umsatz mit Bauteilheizung betrug in Österreich 2014 70,5 Millionen Euro.